# It’s Scotland’s oil
It’s Scotland’s oil war ein Slogan der Scottish National Party (SNP) in den späten 1960ern und frühen 1970ern. Er spielte auf das Nordseeöl an, dessen Existenz seit 1959 vermutet und 1970 im britischen Bereich der Nordsee erwiesen wurde, und dessen britischer Anteil sich vor allem östlich und nördlich der schottischen Küste befindet.
Unter diesem Motto war die SNP in der Lage, ihren Stimmanteil bei britischen Unterhauswahlen innerhalb von zehn Jahren zu verzwölffachen und bei den Wahlen im Herbst 1974 mit 839.628 Stimmen ein Drittel des schottischen Elektorats und damit elf Sitze im Unterhaus zu gewinnen und damit das bis dahin beste Wahlergebnis der SNP in ihrer Geschichte zu erreichen.
Bevor die Phillips Petroleum Company 1969 im norwegischen und Royal Dutch Shell 1970 im britischen Nordseesektor Öl entdeckten, war eines der gravierendsten Argumente gegen eine schottische Unabhängigkeit, dass ein selbständiges Schottland ökonomisch nicht lebensfähig wäre. Die Ölfunde änderten das Bild drastisch, die SNP behauptete, dass mit dem Öl vor Schottlands Küsten, ein unabhängiges Schottland einer der reichsten Staaten Europas würde. Sie warfen der britischen Regierung vor, die Einnahmen für weiße Elefanten (dritter Londoner Flughafen, Kanaltunnel, Concorde) in Südengland auszugeben, ebenso wie die ebenfalls krisengeschüttelte englische Wirtschaft der Zeit sich plötzlich in der Abhängigkeit Schottlands befand. Die britische Regierung stellte sich im Einklang mit dem Völkerrecht auf den Standpunkt, dass nach dem Übereinkommen über den Festlandsockel die Rechte zur Ausbeutung der natürlichen Reichtümer desselben ausschließlich ganzen Nationen zuständen, es demnach keine subnationalen Einheiten auf dem Meeresgrund und auch kein subnationales Öl gebe.
Die genauen Grenzen des „schottischen“ und des „englischen“ Sektors der Nordsee und damit die Ölverteilung sind bis heute umstritten. Ende 2005 unter dem Freedom of Information Act veröffentlichte Dokumente aus der Zeit zeigen aber, dass die britische Regierung unter Harold Wilson sowohl gravierende politische als auch ökonomische Befürchtungen plagten, sollten die schottischen Ölansprüche an Kraft gewinnen. Die britische Regierung fürchtete, dass Schottland eine Wirtschaft ähnlich der Schweiz entwickeln könnten und damit die Gefahr einer Unabhängigkeit groß wie nie wäre.
Obwohl sich die Ölvorräte in der Nordsee langsam dem Ende zuneigen, hat insbesondere die Veröffentlichung der Regierungsmemos wieder für Diskussionen gesorgt. Während Norwegen dank seines Öls zu einem der reichsten Staaten der Erde und Alaska, dessen Vorräte auch in den 1970ern ausgebeutet wurden, seitdem zu den reichsten Staaten der USA gehört, ist Schottland im Durchschnitt ökonomisch immer noch schwächer aufgestellt als der Süden Englands. Die SNP behauptete 2006, dass Schottland in den Jahren seit der Ölausbeutung 200 Milliarden Pfund an Steuereinnahmen verloren hätte.